# 蠟嘴雁
蠟嘴雁（學名： Cereopsis novaehollandiae），又名巴倫角鵝，是澳洲南部一種大型的鵝。

## 特徵
蠟嘴雁的體型粗大及呈灰色，有黑色圓斑點。尾巴及飛羽都是黑色的，腿及腳掌分別呈粉紅色及黑色。喙短及向下彎曲，呈黑色；蠟膜呈綠色。
蠟嘴雁長75-100厘米，重3.1-6.8公斤，翼展1.5-1.9米。雄鳥較雌鳥大。牠們主要是牧食的，很少游泳。牠們是獨居的，於繁殖季節時會組成小群。

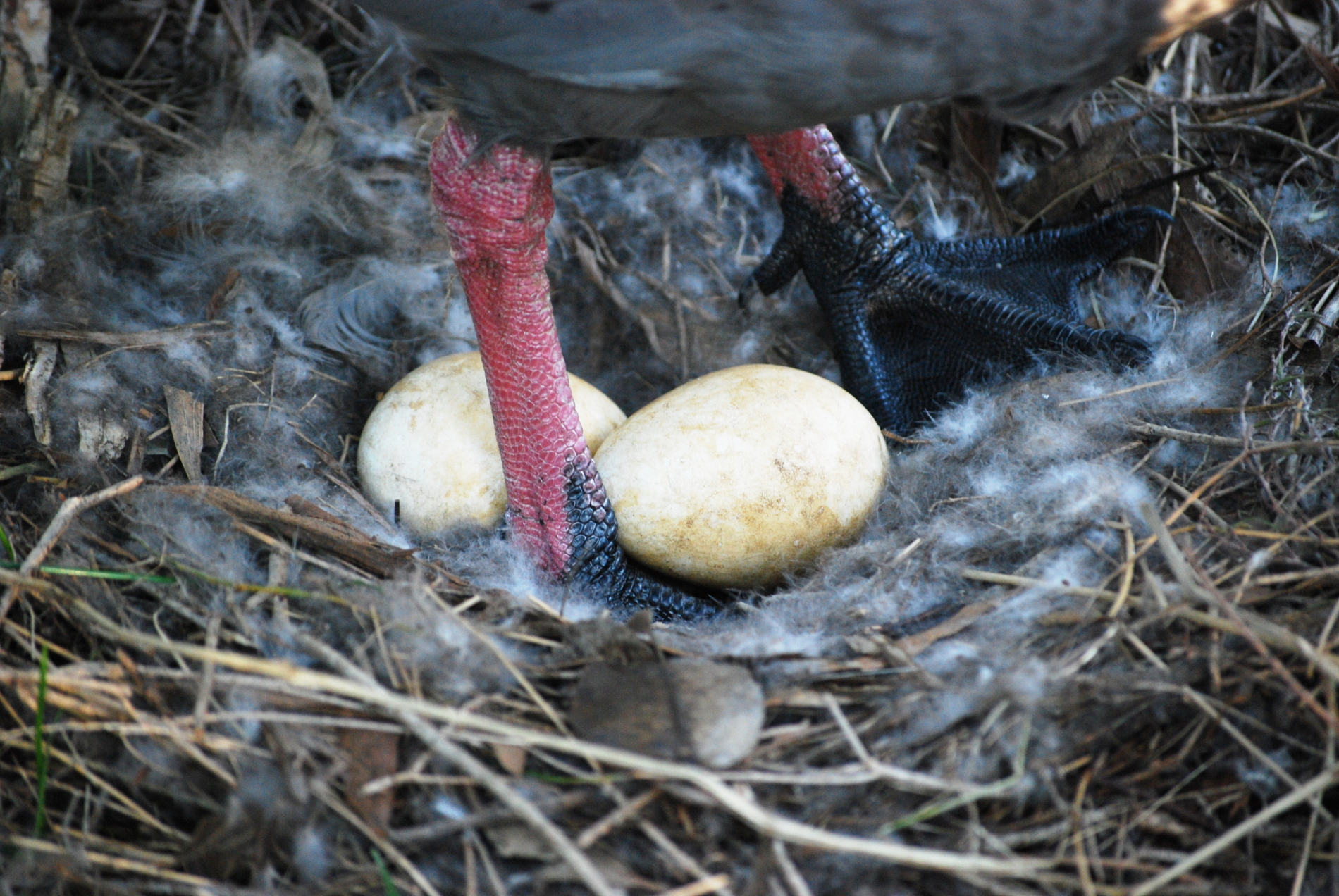
蠟嘴雁的巢。

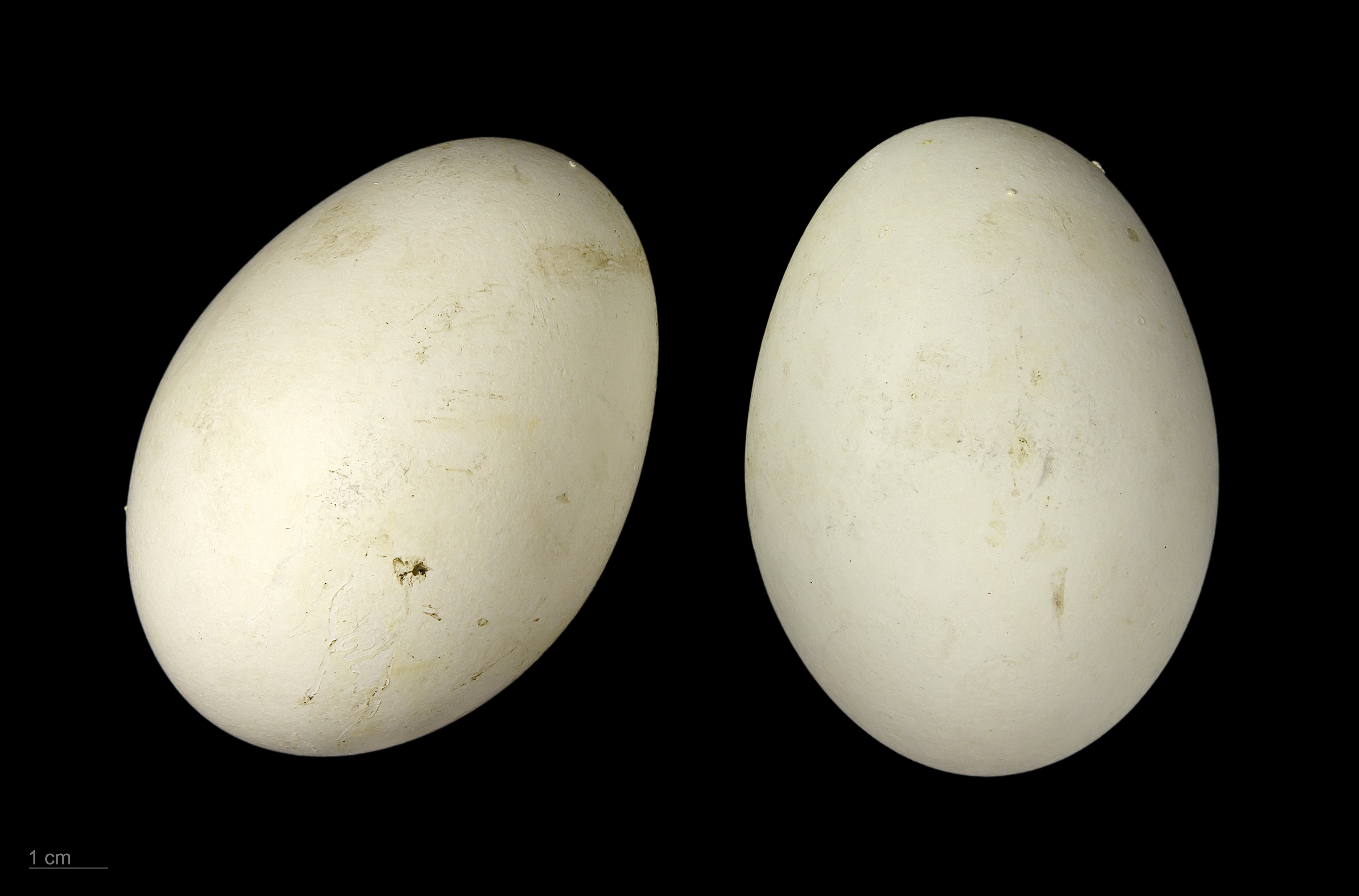
Cereopsis novaehollandiae

## 分類
蠟嘴雁的親緣關係不詳。牠們可能屬於雁亞科或麻鴨亞科下獨立的族，又或是與已滅絕的Cnemiornis一同組成獨立的亞科。

## 保育狀況
蠟嘴雁的數量曾一度減少，但卻再次回升，可能是因適應了在農地覓食的習慣。牠們會在澳洲海岸島嶼上繁殖。飼養的蠟嘴雁繁殖理想。
在西澳洲州的細少群落是一個亞種，名為 Cereopsis novaehollandiae grisea。

## 外部連結
- BirdLife Species Factsheet （页面存档备份，存于）